# Sérigné

Sérigné este o comună în departamentul Vendée, Franța. În 2009 avea o populație de 1,017 de locuitori.